# Enrico del Rosario
Enrico del Rosario (ur. 21 marca 1997) – piłkarz z Marianów Północnych, grający na pozycji obrońcy.

## Kariera piłkarska

### Kariera klubowa
W 2011 rozpoczął karierę piłkarską w MP United. Od 2014 występuje w filipińskim klubie Agila FC.

### Kariera reprezentacyjna
W 2012 w wieku 15 lat debiutował w narodowej reprezentacji Marianów Północnych.